# Bahnhof Paris-Austerlitz
Der Bahnhof Paris-Austerlitz, umgangssprachlich Gare d’Austerlitz, ist einer der sechs Kopfbahnhöfe von Paris. Er liegt im 13. Arrondissement im Quartier de la Salpêtrière am linken Ufer der Seine.

## Name
Der Name des Bahnhofs bezieht sich auf die mährische Stadt Austerlitz, bei der Napoléon Bonaparte in der Schlacht bei Austerlitz am 2. Dezember 1805 siegreich gegen die zahlenmäßig überlegenen österreichisch-russischen Truppen zu Felde gezogen war. Sein ursprünglicher Name war Gare d’Orléans, da er Paris mit Orléans verband.

## Geschichte

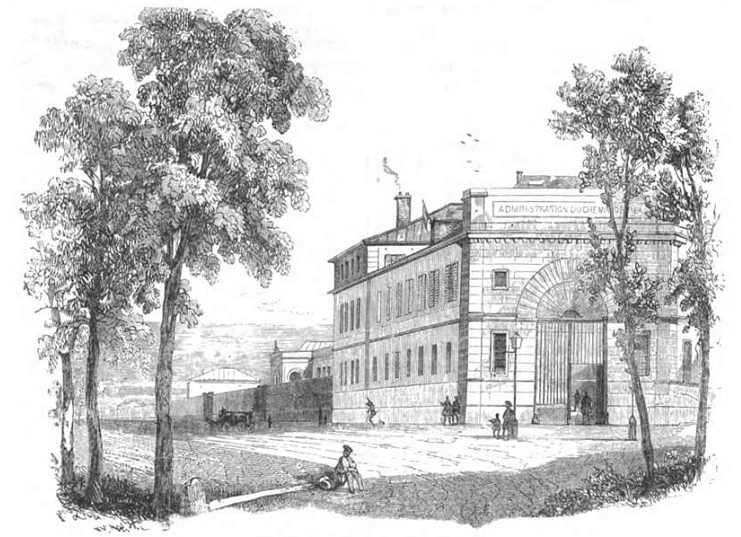
Erster Bahnhof im Jahr 1843

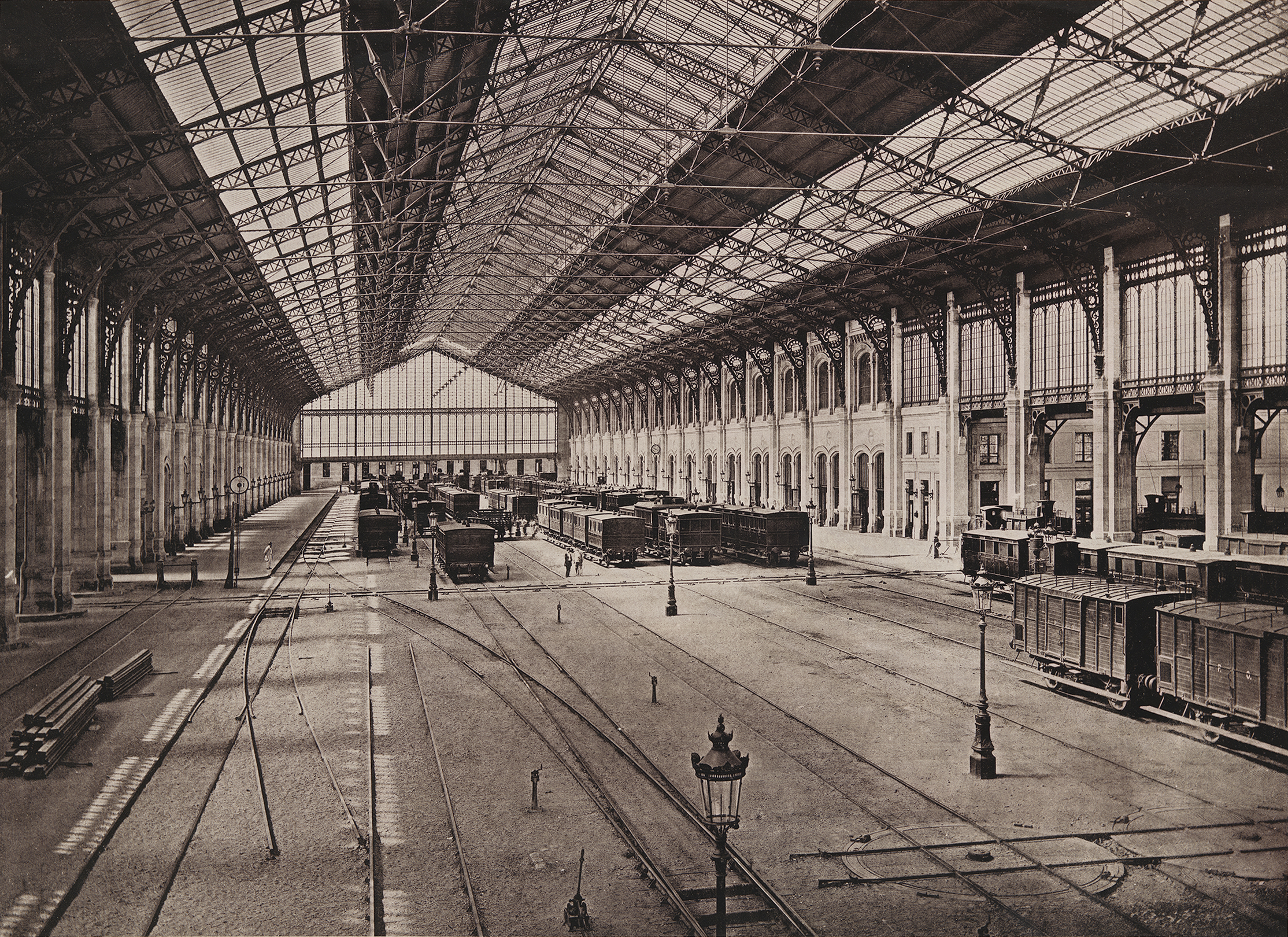
Die Bahnhofshalle im Jahr 1883

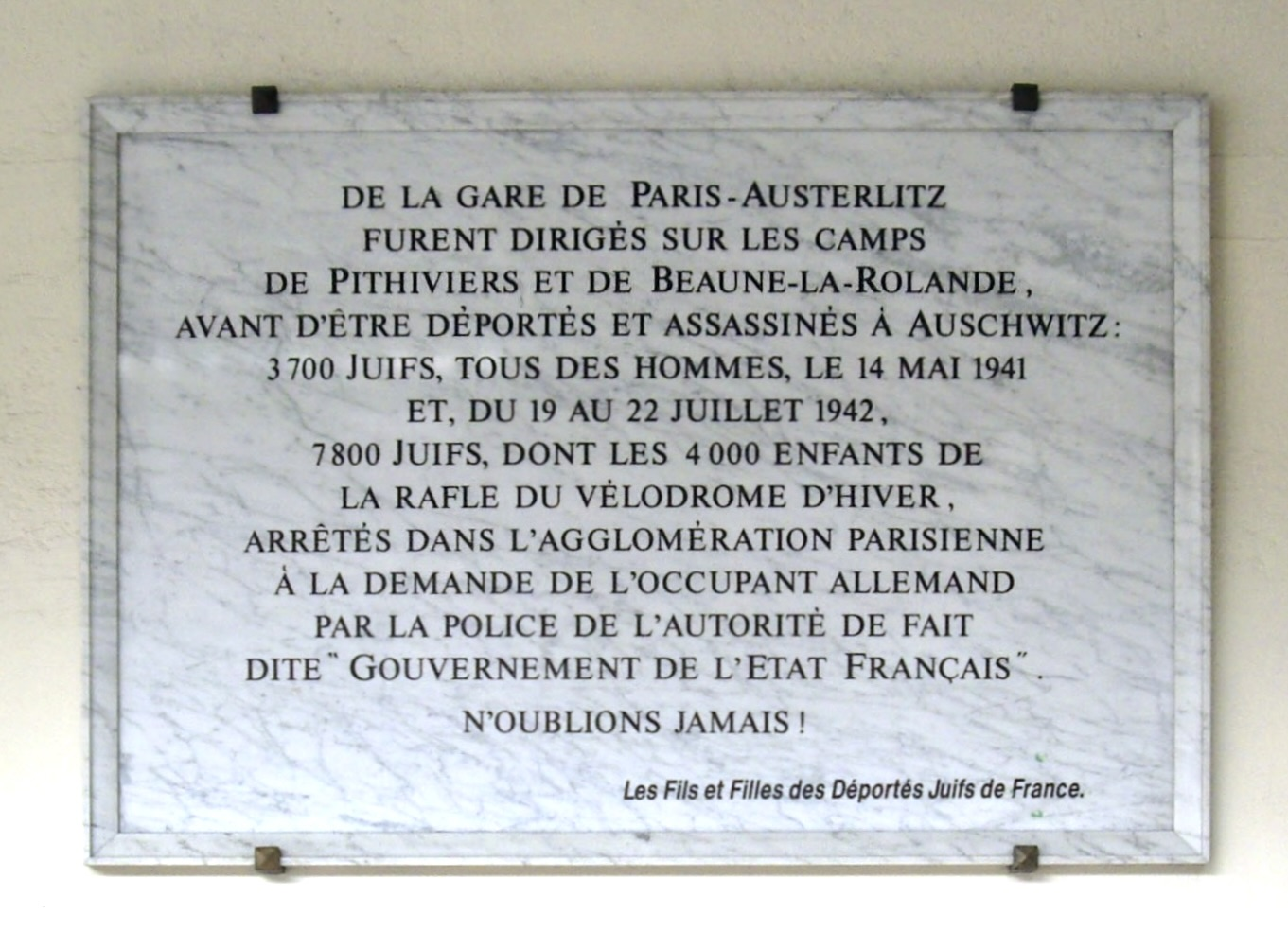
Gedenktafel zur Erinnerung an die vom Bahnhof Austerlitz ausgegangenen Deportationen

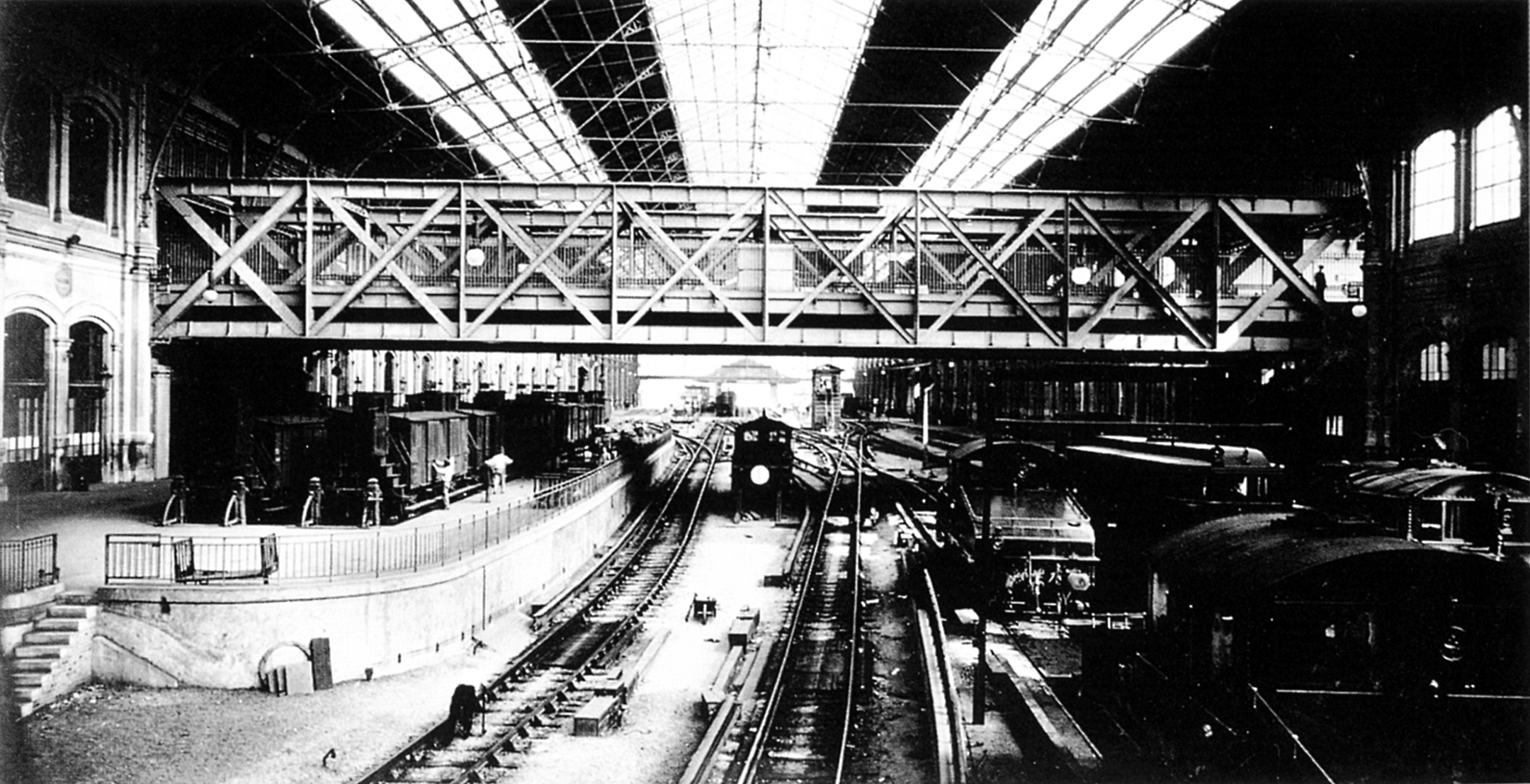
Bahnhofshalle mit Elektrolokomotiven des Typs „Boîte à sel“ (rechts) und quer durch die Fernbahnhalle gebauter Metrostation der Linie 5, Blickrichtung Süden (um 1910)

Schon 1840 wurde auf Grund der Eröffnung der Strecke Paris–Corbeil ein erster Bahnhof an der Stelle des heutigen errichtet. Jene Strecke wurde 1843 bis Orléans verlängert. 1846 wurde der Bahnhof erstmals vergrößert.
Zwischen 1862 und 1870 wurde der Bahnhof neu errichtet. Die neue Bahnhofshalle aus Metall hat eine für die Bauzeit beachtliche Spannweite von 51,5 Meter und ist 280 Meter lang. Der große Raum wurde während der Belagerung von Paris im Jahre 1870 zur Herstellung von Heißluftballons genutzt.
Im Jahr 1900 verlängerte die Betreibergesellschaft der Bahnlinie, die Compagnie du Chemin de fer de Paris à Orléans (P.O.), die Strecke in Richtung des Pariser Stadtzentrums (→ Transversale Rive Gauche). Mit dem Ziel, die Innenstadt vom Qualm der Dampflokomotiven zu verschonen, wurde dieser Abschnitt mit einer seitlichen Stromschiene versehen, die ab dem 28. Mai 1900 eine Gleichspannung von 550 V (später auf 600 V angehoben) führte. Der am 14. Juli 1900 anlässlich der Weltausstellung eröffnete Bahnhof Gare d’Orsay wurde bis 1939 neuer Endpunkt für die Fernzüge. Speziell für die Traktion auf dieser kurzen Tunnelstrecke wurden die als „Boîtes à sel“ bezeichneten Elektrolokomotiven der Baureihe E beschafft.
1906 wurde die gleichnamige Hochbahnstation der Linie 5 der Pariser Métro in Betrieb genommen. Deren Gleise und Bahnsteige queren die Bahnhofshalle rechtwinklig über den Eisenbahnanlagen.
Während der deutschen Besetzung von Paris war der Bahnhof Austerlitz mehrfach Ausgangspunkt von Deportationen, an die eine Gedenktafel erinnert. Auftakt hierfür war die Rafle du Billet Vert (Grüne Ticket Razzia) am 14. Mai 1941. Am Tag zuvor hatten mehrere tausend ausländische Juden eine vom Polizeikommissar unterzeichnete Vorladung erhalten, mit der sie aufgefordert wurden, am nächsten Tag in einem von fünf vorgegebenen Zentren zur „Prüfung ihrer Situation“ zu erscheinen. Innerhalb weniger Stunden wurden 3.700 Männer, überwiegend polnischer und tschechischer Nationalität oder Staatenlose, festgenommen. Sie wurden zum Bahnhof Austerlitz gebracht und bestiegen dort Personenzüge zu den Lagern Camp de transit de Pithiviers und Beaune-la-Rolande. Dort blieben sie ein Jahr, bevor sie nach Auschwitz deportiert wurden.
Am 2. November 1941 ereignete sich ein schwerer Eisenbahnunfall, als ein aus Orléans einfahrender Schnellzug mit einem Leerzug zusammenstieß. 21 Menschen starben, sieben wurden darüber hinaus verletzt.
Im Juli 1942 war der Bahnhof Austerlitz erneut Ausgangspunkt von Deportationen für die vom Vichy-Regime im Großraum Paris verhafteten Juden.
2013 wurde der Seitenflügel mit dem Bahnhofsrestaurant Le Grenadier abgerissen.

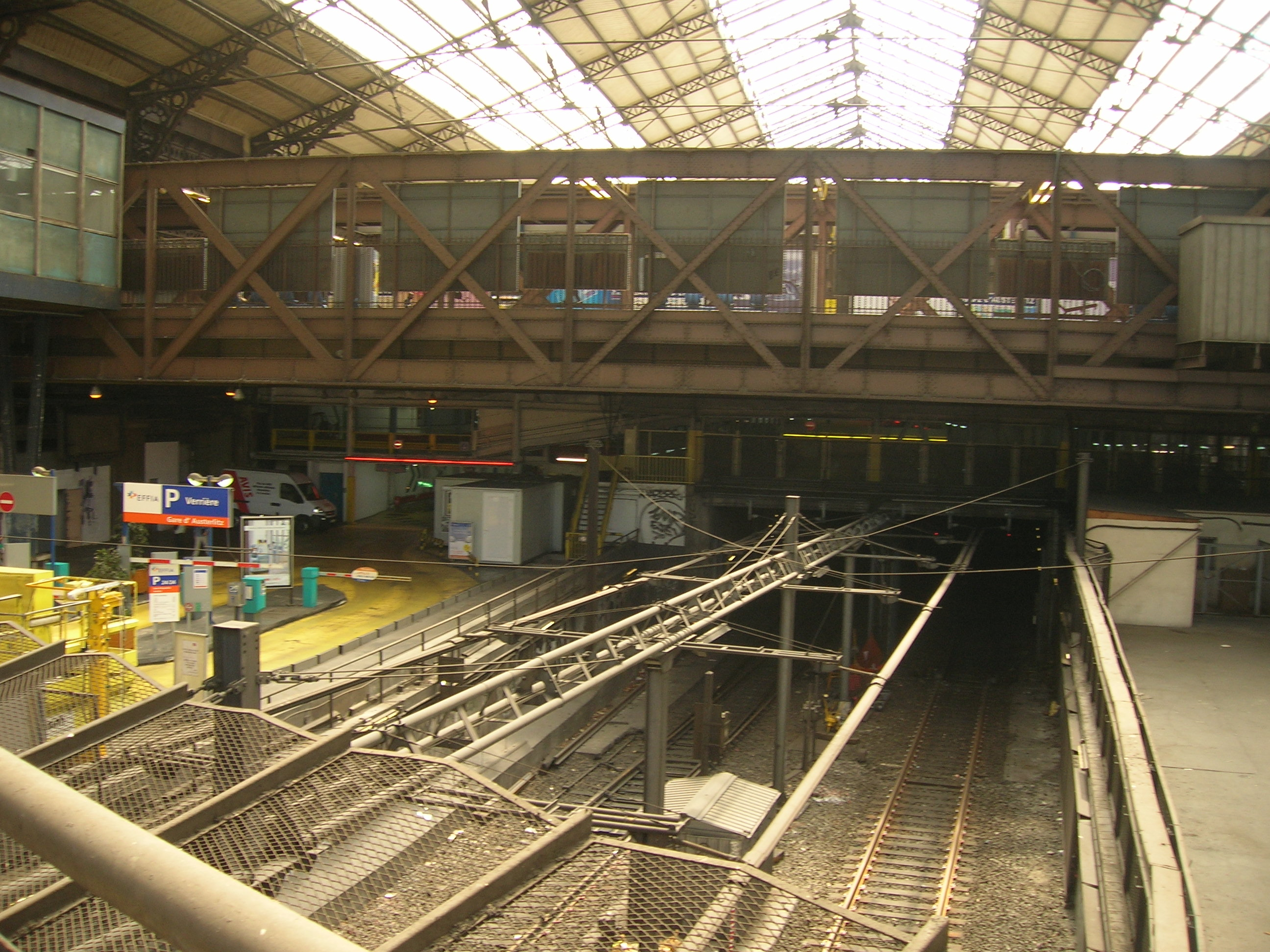
Mit Deckenstromschienen versehene Gleise in Richtung Gare d’Orsay unter der Station der Métrolinie 5, 2006
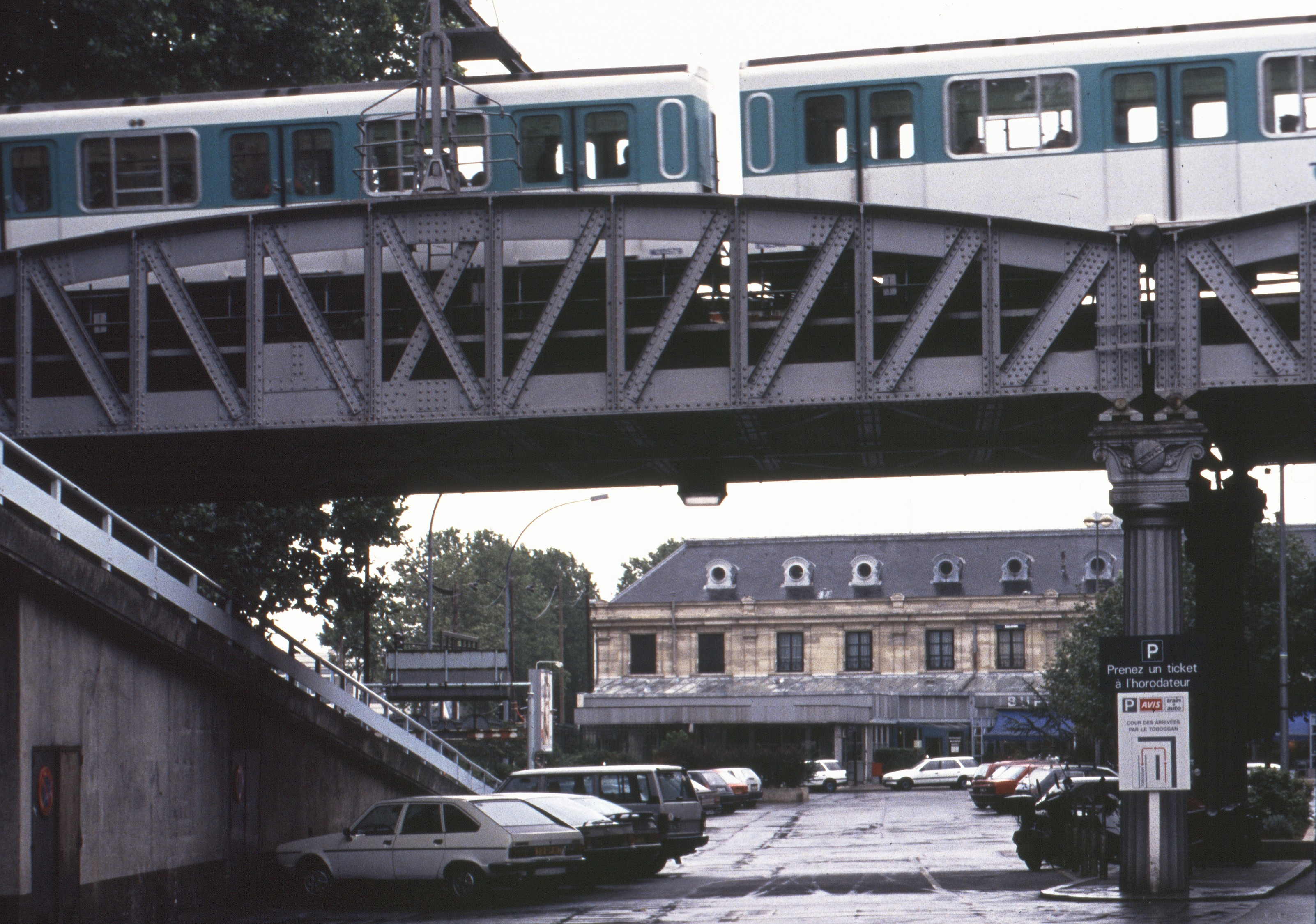
2013 abgerissener Seitenflügel mit dem Bahnhofsrestaurant Le Grenadier, 1994
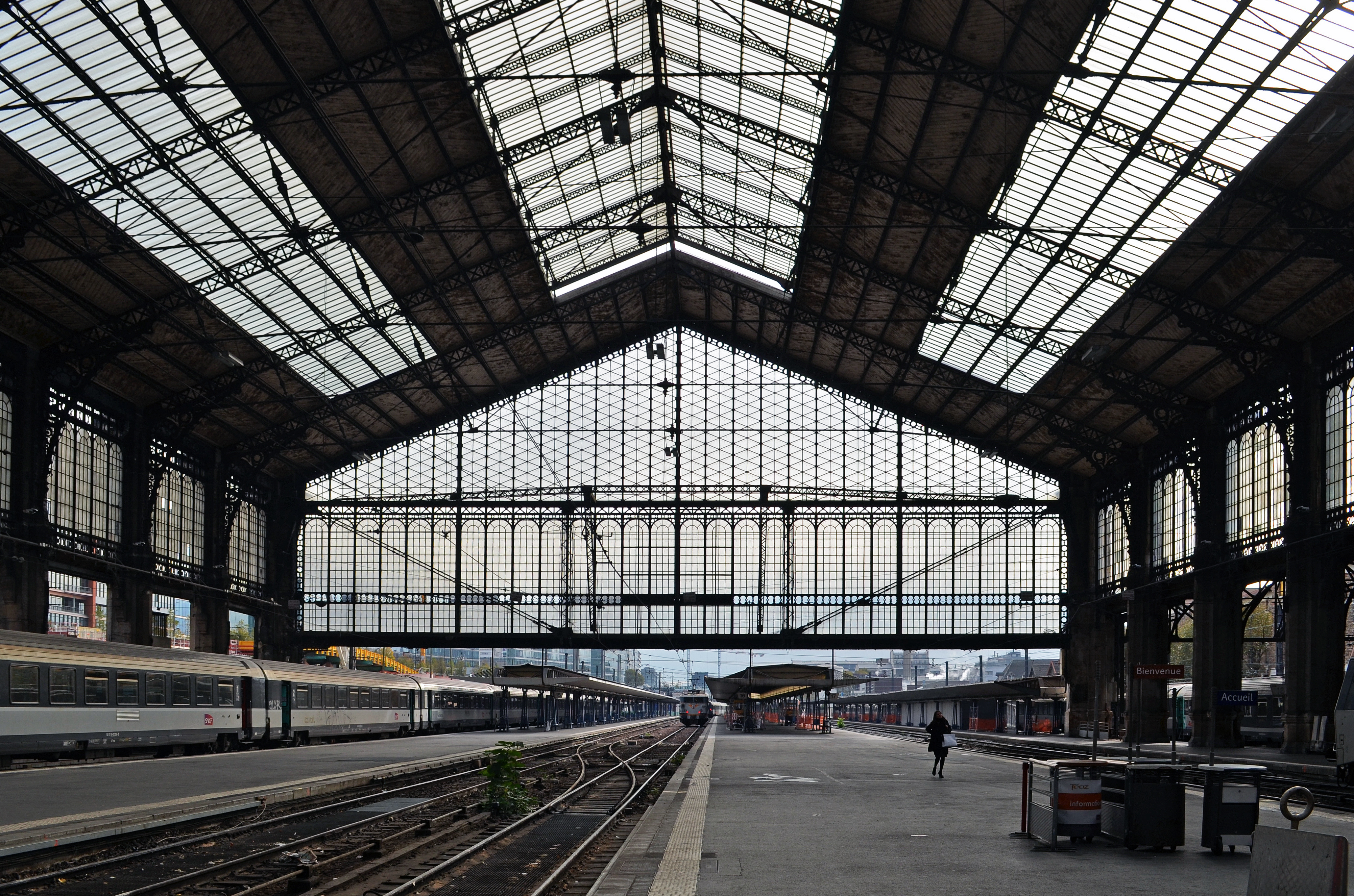
Bahnhofshalle (Blickrichtung Süd)
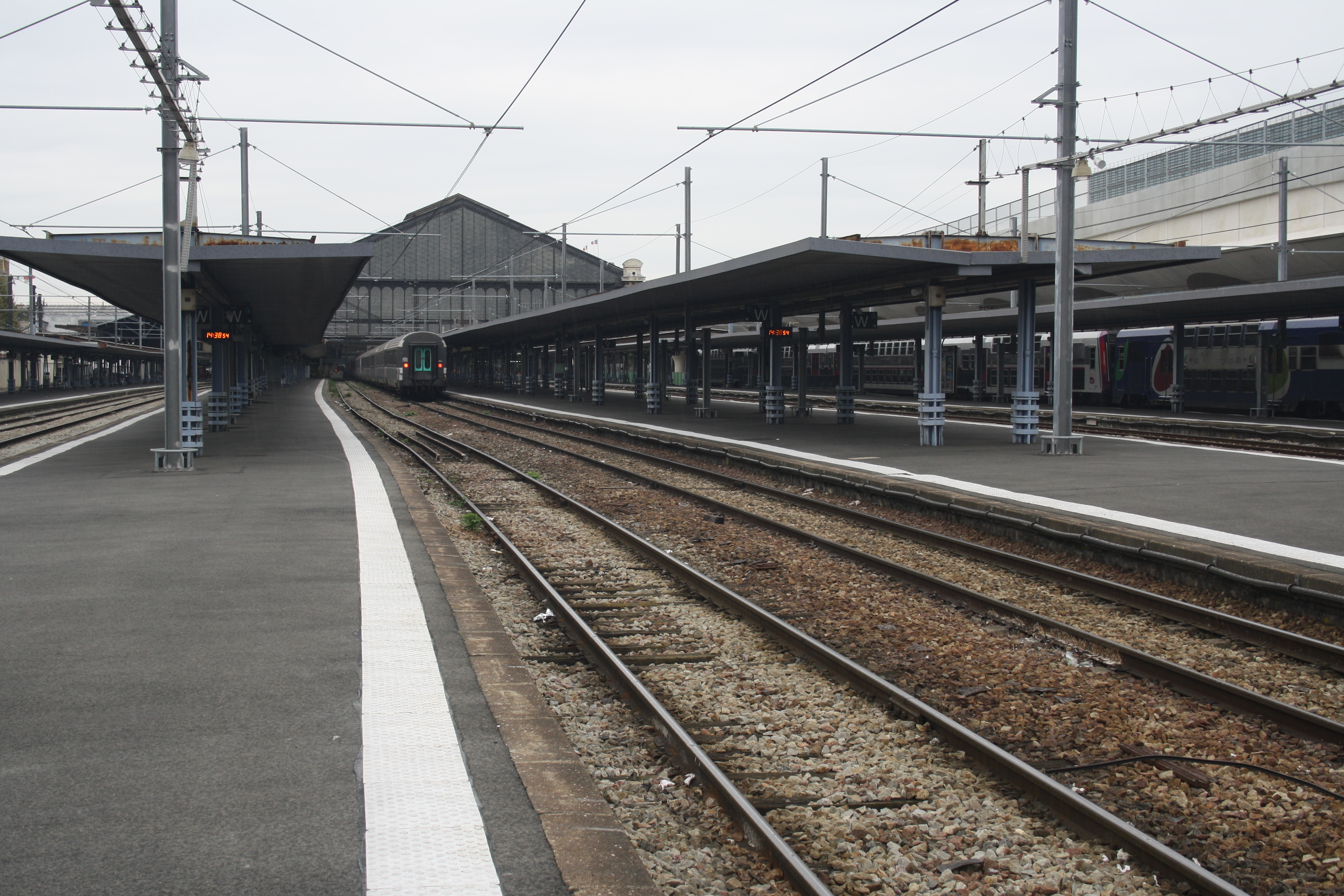
Bahnsteige südlich der Halle
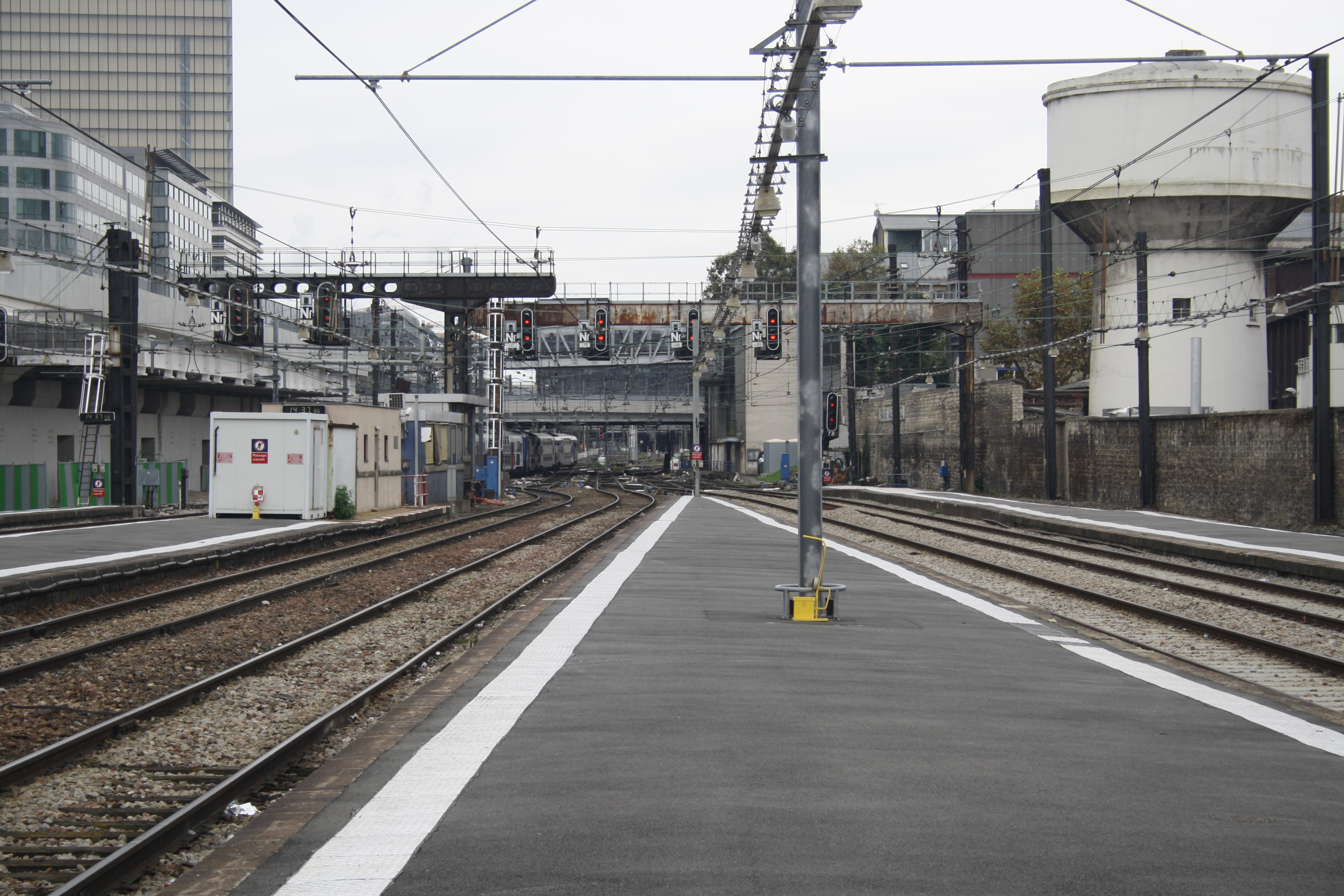
Südlicher Bahnhofskopf
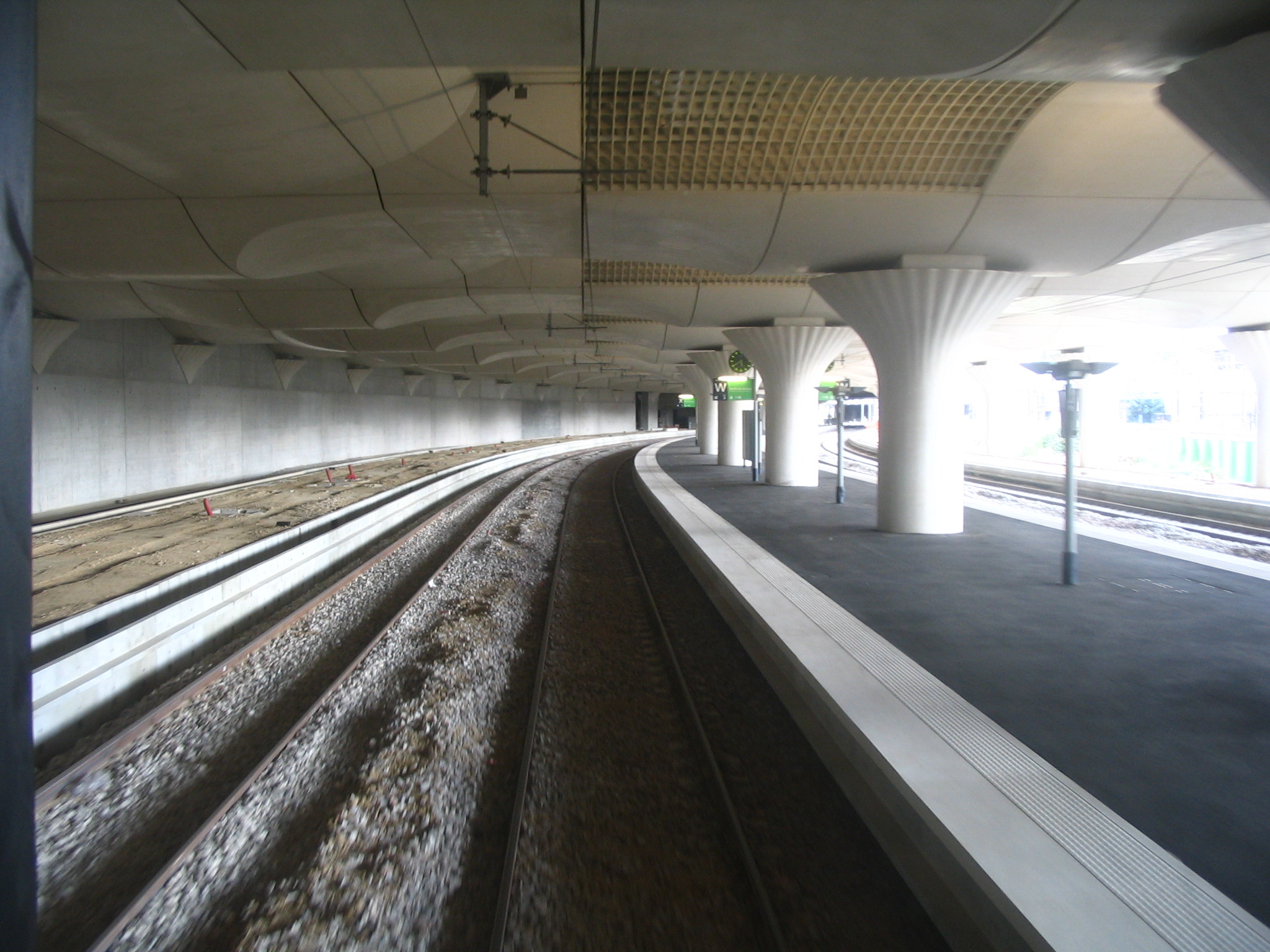
Gleise im Erweiterungsbau
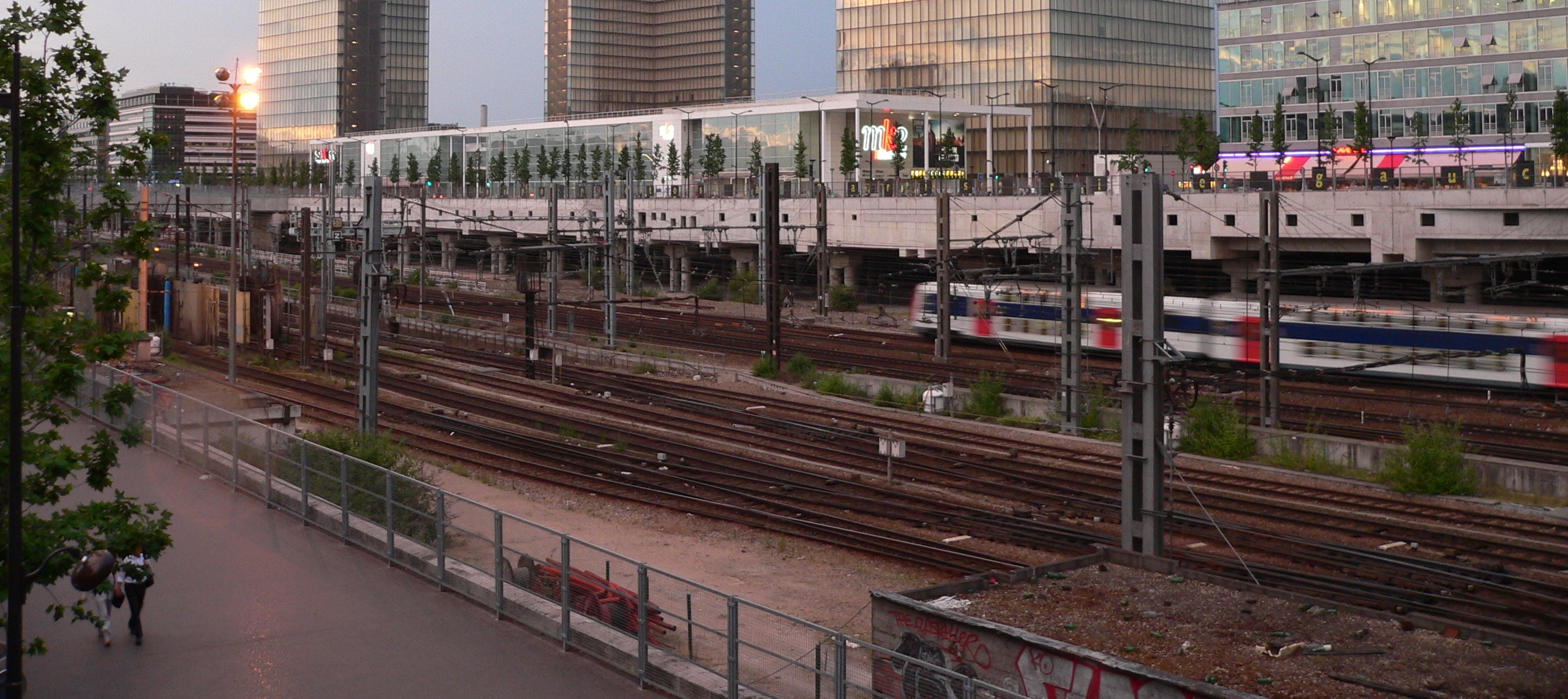
Südliches Gleisvorfeld, dahinter die Gebäude der Französischen Nationalbibliothek

## Verkehr

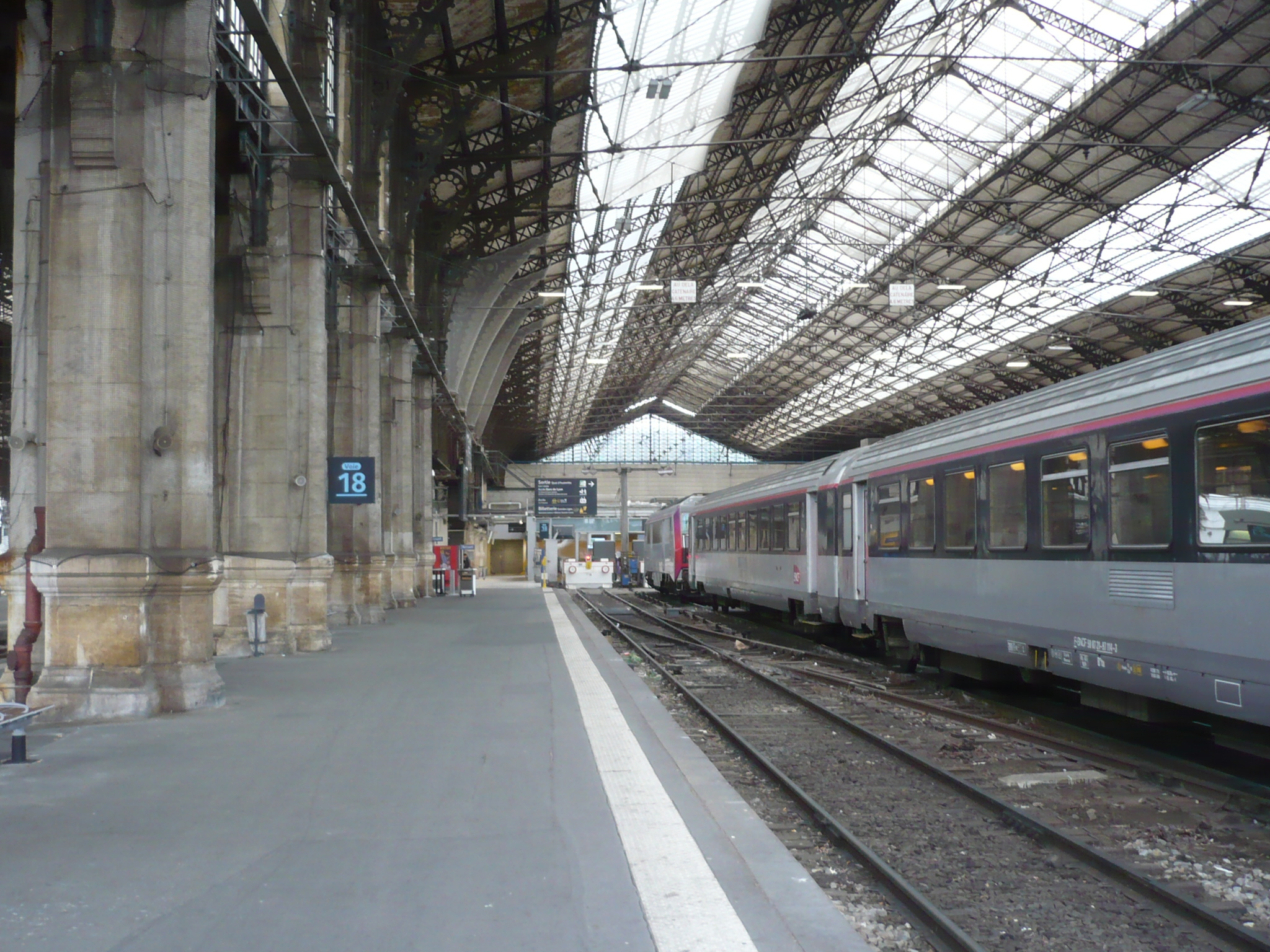
Ein Intercité der SNCF in der Bahnhofshalle

Übersicht der Einzugsbereiche der Pariser Bahnhöfe

Seit der Inbetriebnahme der Hochgeschwindigkeitsstrecke LGV Atlantique verlor der Bahnhof den größten Teil der Fernzugverbindungen in Richtung Süd-Westen an den Bahnhof Gare Montparnasse. Sein Fahrgastaufkommen beläuft sich auf 25 Millionen Passagiere pro Jahr (68.000 pro Tag), was der Hälfte des Aufkommens des Bahnhofs Gare Montparnasse entspricht.
Der Bahnhof ist der Endpunkt aller (Stand 2019 verbliebenen) innerfranzösischer Nachtreisezüge (nach Briançon, Albi, Latour-de-Carol und Portbou), die internationalen Nachtzüge fahren ab Paris Gare de Lyon (nach Mailand – Venedig), früher auch ab Gare de l’Est (Richtung Deutschland).
Neben den übriggebliebenen Zügen der SNCF verkehren die Linien 5 und 10 der Pariser Métro sowie die RER-Linie C.

## Zukunft
Gare d’Austerlitz ist der einzige der sechs Pariser Bahnhöfe, der nicht komplett ausgelastet ist. Mit Bau der LGV Sud Europe Atlantique nach Bordeaux ist geplant, im Jahr 2020 TGV-Züge erstmals ab diesem Bahnhof anzubieten, da der Bahnhof Montparnasse bereits bis an seine Grenzen ausgelastet ist. Eigens hierfür wurde ein viergleisiger Anbau errichtet, für den das Bahnhofsrestaurant Le Grenadier weichen musste. Die Schienen verlaufen dann weiter unter der Avenue de France bis zum Bahnhof Bibliothèque François Mitterrand. Die Fertigstellung der Bauarbeiten ist für 2020 angedacht, die Kosten für das Projekt, inklusive der Renovierung der Haupthalle und der denkmalgeschützten Fassade, belaufen sich auf 600 Millionen Euro.